# Arkady Martine
Pour les articles homonymes, voir Martine.
Œuvres principales
- Un souvenir nommé empire
- Une désolation nommée paix

Arkady Martine, nom de plume de AnnaLinden Weller, née le 19 avril 1985 à New York, est une romancière et nouvelliste américaine de science-fiction.

## Biographie
AnnaLinden Weller est née le 19 avril 1985 à New York, ville dans laquelle elle a grandi. Elle a obtenu un baccalauréat universitaire ès lettres en études religieuses à l'université de Chicago en 2007, un master en études arméniennes classiques à l'université d'Oxford en 2013 et un philosophiæ doctor en histoire médiévale byzantine, globale et comparative, à l'université Rutgers en 2014. Elle a été professeure adjointe temporaire d'histoire à l'université Saint-Thomas de 2014 à 2015 et chercheuse postdoctorale à l'université d'Uppsala de 2015 à 2017. Elle a publié des écrits sur le thème de l'histoire arménienne byzantine et médiévale.

## Œuvres

### SérieTeixcalaan
1. Un souvenir nommé empire, J'ai lu, coll. « Nouveaux Millénaires », 2021 ((en) A Memory Called Empire, 2019), trad. Gilles Goullet, 416 p.  (ISBN 978-2-290-23629-1)Prix Hugo du meilleur roman 2020 et prix Compton-Crook 2020
2. Une désolation nommée paix, J'ai lu, coll. « Nouveaux Millénaires », 2021 ((en) A Desolation Called Peace, 2021), trad. Gilles Goullet, 512 p.  (ISBN 978-2-290-23630-7)Prix Hugo du meilleur roman 2022 et prix Locus du meilleur roman de science-fiction 2022

### Romans indépendants
- Rose House, J'ai lu, coll. « Nouveaux Millénaires », 2023 ((en) Rose/House, 2023), trad. Gilles Goullet, 128 p.  (ISBN 978-2-290-39452-6)